# 阿多内·佐利
阿多内·佐利（義大利語：Adone Zoli；1887年12月16日—1960年2月20日），是意大利的政治家，意大利天主教民主党，曾出任意大利总理。

## 生平
1887年，出生于意大利佛尔利省切辛纳。1907年，毕业于波隆那大学法律系，成为律师。一战期间，任炮兵上尉，曾获十字勋章。1919年，加入意大利人民党。1921年，在佛罗伦萨积极参加反法西斯运动。1943年，被捕，后越狱成功。
1945年，任佛罗伦萨副市长。1948年，任金融和国库委员会、司法委员会、教育与艺术委员会副主席。1950年，任参议员副议长。1951年，任司法部长。1954年，任财政部长。1956年，任任预算部长。1957年，任总理。1960年，病逝。